# Jean Desforges
Jean Catherine Desforges-Pickering, angleška atletinja, * 4. julij 1929, Forest Gate, Greater London, Anglija, Združeno kraljestvo, † 25. marec 2013, Welwyn, Hertfordshire, Anglija.
Nastopila je na poletnih olimpijskih igrah leta 1952, kjer je osvojila bronasto medaljo v štafeti 4x 100 m in peto mesto v teku na 80 m z ovirami. Na evropskih prvenstvih je osvojila naslova prvakinje v štafeti 4x100 m leta 1950 in skoku v daljino leta 1954.